# 유양초등학교
유양초등학교는 대한민국 경기도 양주시 유양동에 있는 공립 초등학교이다.

## 학교 연혁
- 1923년 5월 27일 유양공립보통학교(4년제) 개교(양주향교)설립인가 4월 27일
- 1937년 4월 1일 6년제 인가
- 1938년 4월 1일 유양공립심상소학교로 개칭[1]
- 1941년 4월 1일 유양공립국민학교로 개칭[2]
- 1950년 6월 2일 유양국민학교로 개칭
- 1981년 3월 10일 병설유치원 개원
- 1996년 3월 1일 유양초등학교로 개칭[3]
- 2020년 1월 3일 제95회 졸업(누계 6,005명)
- 2020년 3월 1일 제28대 정성상 교장 부임

## 학교 상징
- 교화 - 국화 : 고귀한 인격을 갈고 닦는 배움터로서 사회에 필요한 다양한 인재로 자라는 어린이를 상징한다.
- 교목 - 회화나무 : 목재 및 약재로 널리 쓰여 유양 어린이들도 자라서 사회에 유익한 사람이 되기를 바라는 의미가 담겨있다.

## 참고 자료
- 유양초등학교 - 한국교육학술정보원 학교알리미